# Nesoglomeris sarasinorum
Nesoglomeris sarasinorum är en mångfotingart som beskrevs av Carl 1912. Nesoglomeris sarasinorum ingår i släktet Nesoglomeris och familjen klotdubbelfotingar. Inga underarter finns listade i Catalogue of Life.